# Three Fingers (Washington)
Die Three Fingers (deutsch „Drei Finger“) sind ein Berg im Snohomish County im US-Bundesstaat Washington. Mit einer Höhe von 6.859 ft (2.091 m) steht er in der Liste der höchsten Berge in Washington an 43. Stelle; er ist Teil der Kaskadenkette. „Three Fingers“ bezieht sich auf die drei Gipfel des Berges. Die Three Fingers sind ein hervortretender und einprägsamer geographischer Punkt im nördlichen Snohomish County.
Die Erstbesteigung gelang 1929 durch die in Darrington beheimateten Bergsteiger Harry Bedal und Harold Engles. Der Three Fingers Lookout, eine ehemalige Feuerwachstation, wurde auf dem südlichsten Gipfel von Bedal, Engels und Frank Benesh erbaut und war zwischen 1933 und 1942 saisonweise von Personal besetzt. Angeblich wurden die obersten 15 ft (5 m) des südlichen Gipfels für die Hütte weggesprengt, so dass der Gipfel während des Baus erniedrigt wurde. Die Station wurde aufgegeben und später von örtlichen Bergsteigergruppen in den 1960er und 1980er Jahren wieder aufgebaut. Sie wurde 1987 in das National Register of Historic Places aufgenommen, zusammen mit anderen Objekten im Mount Baker-Snoqualmie National Forest.
Der Berg wird von Freizeitkletterern benutzt. Es gibt einen 15 mi (24 km) langen Rundweg, der am Einstiegspunkt an der Ostseite am Mountain Loop Highway beginnt.